# Troilo (nome)
Troilo  è un nome proprio di persona italiano maschile.

## Varianti in altre lingue
- Bulgaro: Троил (Troil)
- Francese: Troïlos
- Greco antico: Τρωίλος (Troïlos)[2]
- Greco moderno: Τρωίλος (Trōilos)[1]
- Latino: Troilus
- Lituano: Troilijus
- Portoghese: Troilo
- Russo: Троил (Troil)
- Spagnolo: Troilo
- Ucraino: Троїл (Troïl)

## Origine e diffusione

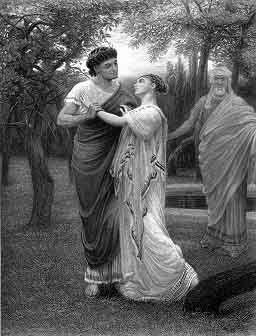
Troilo e Criseide in un'illustrazione di Valentine Walter Bromley

Deriva dal nome greco Τρωίλος (Troïlos), un etnonimo che significa "troiano", "abitante di Troia" (la nota città dell'Asia Minore in cui si svolgono le vicende dell'Iliade).
Il nome venne portato da Troilo, uno dei figli di Priamo, che viene ucciso da Achille durante la guerra di Troia; la sua tragica storia d'amore con Criseide è stata narrata in numerose opere che ne hanno aiutato la diffusione (in Italia comunque scarsissima).

## Onomastico
Il nome è adespota, non essendovi santi che lo abbiano portato. L'onomastico può essere festeggiato il 1º novembre per la festa di Ognissanti.

## Persone
- Troilo I de' Rossi, condottiero italiano
- Troilo II de' Rossi, condottiero italiano
- Troilo III de' Rossi, condottiero italiano
- Troilo IV de' Rossi, condottiero italiano
- Troilo Malipiero, scrittore e filosofo italiano